# Betty Gabriel
Betty Gabriel, född 6 januari 1981 i Washington, D.C., är en amerikansk skådespelare.
Gabriel har bland annat medverkat i TV-serierna Defending Jacob och Manhunt. Hon har även medverkat i filmen Get Out.

## Filmografi (i urval)
- 2016 – The Purge: Election Year
- 2017 – Get Out
- 2020 – Defending Jacob (TV-serie)
- 2024 – Manhunt (TV-serie)